# اعداد ۳۱

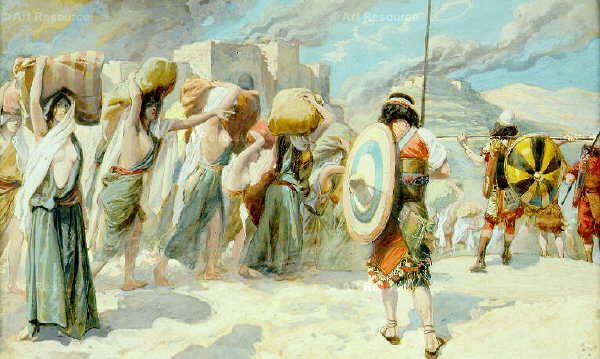
زنان، کودکان و احشام مدیانی پس از کشته شدن همه مردان مدینی و سوزاندن شهرهایشان توسط سربازان اسرائیلی به اسارت درآمدند. آبرنگ اثر جیمز تیسو (حدود ۱۹۰۰).

اعداد ۳۱ (انگلیسی: Numbers 31) فصل سی و یکم سفر اعداد و چهارمین کتاب از پنج کتاب تورات، بخش مرکزی کتاب مقدس عبری (عهد عتیق)، متنی مقدس در یهودیت و مسیحیت است. پژوهشگرانی مانند اسرائیل کنول و دنیس تی اولسون این فصل را جنگ علیه مدین نامیده‌اند.
اعداد ۳۱ در ارتباط با موأب در ماورای اردن در کتاب مقدس و مدیانیان است. آیات ۱۸–۱ از سفر اعداد، خداوند به موسی فرمود: «از مدیانیان به دلیل این که قوم اسرائیل را به بت‌پرستی کشاندند انتقام بگیر. پس از آن، تو خواهی مرد و به اجداد خودخواهی پیوست». پس موسی به قوم اسرائیل گفت: «عده‌ای از شما باید مسلح شوند تا انتقام خداوند را از مدیانیان بگیرند. از هر قبیله هزار نفر برای جنگ بفرستید.» این کار انجام شد و از میان هزاران هزار اسرائیلی، موسی دوازده هزار مرد مسلح به جنگ فرستاد. صندوق عهد خداوند و شیپورهای جنگ نیز همراه فینحاس پسر الغازار کاهن به میدان جنگ فرستاده شد. تمامی مردان مدیانیان در جنگ کشته شدند. پنج پادشاه مدیان به نام‌های اوی، راقم، صور، حور و رابع در میان کشته شدگان بودند. بلغام پسر بعور نیز کشته شد. آن وقت سپاه اسرائیل تمام زنان و بچه‌ها را به اسیری گرفته، گله‌ها و رمه‌ها و اموالشان را غارت کردند. سپس همه شهرها، روستاها و قلعه‌های مدیانیان را آتش زدند. آنها اسیران و غنایم جنگی را پیش موسی و الغازار کاهن و بقیهٔ قوم اسرائیل آوردند که در دشت موآب کنار رود اردن، روبروی شهر اریحا اردو زده بودند. موسی و الغازار کاهن و همهٔ رهبران قوم به استقبال سپاه اسرائیل رفتند. ولی موسی بر فرماندهان سپاه خشمگین شد و از آنها پرسید: «چرا زن‌ها را زنده گذارده‌اید؟ اینها همان کسانی هستند که نصیحت بلعام را گوش کردند و قوم اسرائیل را در فغور به بت‌پرستی کشاندند و قوم ما را دچار بلا کردند. پس تمامی پسران و زنان شوهردار را بکشید. فقط دخترهای باکره را برای خود زنده نگهدارید.» سپس غنیمت بین غیر نظامیان اسرائیلی، سربازان و یهوه تقسیم شد.
مناقشات علمی و مذهبی زیادی پیرامون تألیف، معنا و اخلاق این فصل از اعداد وجود دارد. این فصل ارتباط نزدیکی با شماره ۲۵ دارد.

## تألیف
اکثریت محققان مدرن کتاب مقدس معتقدند که تورات (کتب  پیدایش، خروج، لاویان، اعداد و تثنیه، که به زبان عبری کلاسیک نوشته شده است، در دوره پس از تبعید (یعنی پس از حدود ۵۲۰ پ. م)، بر اساس نوشته‌های قبلی و سنت‌های شفاهی و همچنین واقعیت‌های جغرافیایی و سیاسی معاصر به شکل کنونی خود رسیده است.